# 沙彦珣
沙彦珣（9世纪—10世纪），五代十国时期后唐、后晋武将，后被契丹扣押。
长兴元年（930年）十一月，以捧圣都指挥使、守恩州刺史受任为彰国军节度使。
后去职，清泰二年（935年）六月，改任右神武统军。七月，权知云州。八月，转正为大同军节度使。十二月，上奏十年前与契丹互市的定例。
清泰三年（936年），后唐末帝李从珂讨伐河东节度使石敬瑭。七月，云州步军指挥使桑迁奏称彰国军节度使尹晖驱逐沙彦珣，响应河东军。沙彦珣则奏称二日夜桑迁作乱图谋响应石敬瑭，以兵围子城，他突围出城，就西山据雷公口，次日召集兵士入城诛灭乱军，收复军城。尹晖将桑迁解送洛阳处斩。末帝遣太子宾客聂延祚宣赐沙彦珣、尹晖戎服、金带、钱币，及犒赏在城军士。
八月，沙彦珣奏称供奉官李让勋送夏衣到州，酒后横行，劫杀兵马都监张思殷、都指挥使党行进，已处斩。
李从珂败亡后，石敬瑭建立后晋。天福二年（937年）二月，契丹军回国，路过云州，沙彦珣出城迎接契丹军，被契丹扣留。石敬瑭将云州割让给契丹，但节度判官吴峦不愿称臣于契丹，率将吏闭门拒守，石敬瑭写信劝说契丹退兵，召回吴峦。